# Marcus Paus
Marcus Nicolay Paus, född 14 oktober 1979 i Oslo, är en norsk kompositör. 
Paus har studerat komposition vid Norges Musikkhøgskole (1998 - 2002) och vid Manhattan School of Music (2003 - 2005). Hans verklista omfattar kammarmusik, kör, solo, konserter, orkesterverk, operor och en symfoni, samt en mängd verk för teater, film och TV. Paus är också känd för sitt samarbete med den svenske bildkonstnären Christopher Rådlund och har genom honom funnit en plats inom konstströmningen retrogardism.
Marcus Paus tillhör släkten Paus och är son til vissångaren Ole Paus och artisten Anne Karine Strøm. Han är sonson till general Ole Otto Paus.